# Euchromia burmanicola
Euchromia burmanicola là một loài bướm đêm thuộc phân họ Arctiinae, họ Erebidae.